# Malversació
|  | Per a altres significats, vegeu «malversació de fons». |

La malversació és un delicte contra una administració pública que consisteix en el fet que una autoritat o funcionari públic (o també un particular encarregat de fons, rendes o efectes de les administracions públiques; o un particular legalment dipositari de cabals o efectes públics) sostregui (o deixi que una tercera persona sostregui), destini a usos aliens a la funció pública o doni una aplicació privada a tot cabal o efecte públics que tingui al seu càrrec per raó de les seves funcions (o béns embargats, segrestats o dipositat per autoritat pública, encara que siguin privats).
De malversació es pot distingir dos tipus. El primer el desfalcament, el qual consisteix a sostreure béns els quals hom té sobre la seva custòdia. En segon lloc, el peculatus (peculat o malversació en sentit estricte) consistent a la apropiació indeguda de diners públics. Amb tot, el terme malversació és generalment utilitzat per fer referència a la conducta delictiva que consisteix en el fet que un funcionari o l'autoritat pública sostreu diners o efectes públics que té al seu càrrec.

## Versus lalarceny(robatori)
La malversació difereix de la larceny de tres maneres. Primer, en malversació, cal produir una conversió real; segon, la presa original no ha de ser ofensiva, i tercer, en penalitzacions. Afirmar que la presa no era falsa és dir que les persones que realitzen la malversació tenien el dret de posseir, utilitzar o accedir als béns en qüestió i que, posteriorment, aquestes persones van secretar i convertir els béns per a un ús no desitjat o no autoritzat. La conversió requereix que la secreció interfereixi amb la propietat, en lloc de simplement traslladar-la. Com en el cas de la larceny, la mesura no suposa el guany per al malversador, sinó la pèrdua per part dels actius. Un exemple de conversió és quan una persona registra les comprovacions en un registre de xecs o registre de transaccions com a utilitzats per a un propòsit concret i utilitza explícitament els fons del compte corrent amb un altre propòsit completament diferent.
La malversació no sempre és una forma de robatori o un acte de robatori, ja que aquestes definicions tracten específicament de prendre alguna cosa que no pertany als autors. En canvi, la malversació és, més genèricament, un acte de secreció enganyosa de béns per part d'una o més persones a qui se’ls ha confiat aquest patrimoni. Les persones encomanades d'aquests actius poden o no tenir una participació en aquests actius.
En el cas que es tracti d'una forma de robatori, pot ser difícil distingir entre malversació i larceny. Fer una distinció és especialment difícil si es tracta de malversacions de béns per part dels empleats. Per demostrar la malversació, l'Estat ha de demostrar que l'empleat tenia possessió de la mercaderia "en virtut de la seva feina"; és a dir, que l'empleat havia delegat formalment l'autoritat per exercir un control substancial sobre la mercaderia. Típicament, per determinar si l'empleat tenia un control suficient, els tribunals analitzaran factors com el títol del lloc de treball, la descripció del lloc de treball i les pràctiques operatives particulars de l'empresa o organització. Per exemple, el responsable d'un departament de sabates d'un gran magatzem tindria un control suficient sobre l'inventari de la botiga (com a cap del departament de sabates) de les sabates; que si convertissin la mercaderia al seu propi ús, serien culpables de malversació. D'altra banda, si el mateix empleat robés cosmètics al departament de cosmètica de la botiga, el delicte no seria malversació sinó larícia. Per a un cas que exemplifica la dificultat de distingir la larceny i la malversació, vegeu State v. Weaver, 359 N.C. 246; 607 S.E.2d 599 (2005).
Els tribunals d'apel·lació de Carolina del Nord han agraït aquesta confusió interpretant malament un estatut basat en un acte aprovat pel parlament el 1528. Els tribunals de Carolina del Nord van interpretar aquest estatut com un delicte anomenat "larceny per empleat"; un delicte que es distingia i distingia de la llei comuna. Tanmateix, tal com assenyala Perkins, l'objectiu de l'estatut no era crear un nou delicte, sinó simplement confirmar que els actes descrits en l'estatut reuneixen els elements de la llei comuna.
L'estatut servia a la finalitat de la llavors colònia de Carolina del Nord com a economia política de servidors i esclaus. Es va assegurar que un servent identificat (o qualsevol persona obligada al servei del treball a un amo, per exemple, un esclau), deuria al seu amo el seu treball; i, si deixessin el servei identificat o treballessin obligats de manera il·legal, la mà d'obra que van produir, ja sigui per ells mateixos (és a dir, per compte propi), o per a qualsevol altra persona, serien els béns convertits que van prendre il·legalment, del propietari legítim, la seva mestre.
De manera crucial (i això es pot veure com el propòsit de l'estatut), qualsevol empresari subsegüent d'un tal servent o esclau identificat, que de fet estava obligat al servei de treball a un mestre preexistent, seria responsable de la mala interpretació d'un delicte. (si es demostrava que sabien que l'empleat encara estava en llibertat amb un amo o era propietari d'esclau); i exigible com a accessori després del fet, a la pena, amb el servent o l'esclau; en ajudar-los, en emprar-los, en prendre il·legítimament el que era legalment vinculat (mitjançant la relació mestre-servent) en dret exclusiu, al mestre del servent o esclau indentat.

## Mètodes
A vegades, la malversació comporta una falsificació de registres per ocultar l'activitat. Les embaixadores solen secreir quantitats relativament petites de manera repetida, de manera sistemàtica o metòdica, durant un llarg període, tot i que alguns embrutadors segreguen una suma important alhora. Alguns esquemes de malversació molt reeixits han continuat durant molts anys abans de ser detectats per l'habilitat del malversador a ocultar la naturalesa de les transaccions o la seva habilitat per obtenir la confiança i la confiança dels inversors o clients, que aleshores es mostren reticents a "provar" la fiabilitat de la malversació obligant a retirar fons.
No s'ha de confondre la malversació amb el desnivell, cosa que suposa menors ingressos i la diferència. Per exemple, el 2005, es va trobar que diversos gestors del proveïdor de serveis Aramark estaven baix reportant beneficis d'una cadena d'ubicacions de màquines expenedores a l'est dels Estats Units. Si bé la quantitat robada de cada màquina era relativament petita, la quantitat total presa de moltes màquines durant un llarg temps va ser molt gran. Falsificant els registres es pot cobrir una tècnica intel·ligent emprada per molts malversadors de petit temps. (Exemple, si elimineu una petita quantitat de diners i falsifiqueu el registre, el registre seria tècnicament correcte, mentre que el gestor trauria el benefici i deixaria el flotador, aquest mètode faria efectivament el registre curt per al següent usuari i causaria la culpa. sobre ells)
Un altre mètode és crear un compte de venedor fals i subministrar factures falses a la companyia que es vegi malcada de manera que els xecs retallats semblin completament legítims. Un altre mètode és crear empleats fantasma, que després es paguen amb xecs de nòmina.
Els dos últims mètodes haurien de ser descoberts per auditories rutinàries, però sovint no ho són si l'auditoria no està prou aprofundida, perquè les paperetes semblen estar en ordre. Una empresa cotitzada en borsa ha de canviar auditors i empreses d'auditoria cada cinc anys. El primer mètode és més fàcil de detectar si totes les transaccions són mitjançant xec o un altre instrument, però si moltes transaccions són en efectiu, és molt més difícil identificar-lo. Els empresaris han desenvolupat diverses estratègies per afrontar aquest problema. De fet, les caixes registradores van ser inventades justament per aquest motiu.
Algunes de les formes de malversació més complexes (i possiblement més lucratives) involucren esquemes financers com els de Ponzi on es paguen rendiments elevats als inversors anticipats dels fons rebuts per inversors posteriors, creient que ells mateixos reben entrada en un esquema d'inversions de gran rendiment. L'escàndol d'inversions de Madoff és un exemple d'aquest tipus d'esquema de malversació d'alt nivell, on s'al·lega que 65 milions de dòlars van ser sifonats per inversors i institucions financeres gullibles.

## Contra salvaguardes
Els controls interns, com ara la separació dels deures, són defenses habituals contra les malversacions. Per exemple, a una sala de cinema, la tasca d'acceptar diners i d'admetre els clients al teatre es divideix en dos llocs de treball. Un empleat ven el bitllet i un altre empleat agafa el bitllet i deixa el client al teatre. Com que no es pot imprimir una entrada sense entrar a la venda a l'ordinador (o, en èpoques anteriors, sense fer servir un bitllet imprès numerat en sèrie) i el client no pot entrar al teatre sense una entrada, tots dos empleats haurien de col·lisionar-se per tal que la malversació sigui desapercebuda. Això redueix significativament la possibilitat de robatori, a causa de la dificultat afegida per organitzar una conspiració i la probabilitat de dividir els ingressos entre els dos empleats, fet que redueix la recompensa de cadascun.
Un altre mètode evident per dissuadir la malversació consisteix en traslladar regularment i inesperadament fons d'un assessor o persona confiada a un altre quan se suposa quesusceptible de ser retirat o utilitzat, per assegurar-se que la quantitat total dels fons estigui disponible i que la persona a qui s'hagi confiat els fons o estalvis no s'hagi embargat cap fracció de l'estalvi.

## Anglaterra i Gal·les
Els delictes de malversació foren creats anteriorment pels articles 18 i 19 de la Llei de Larceny de 1916.
Els antics delictes de malversació se substitueixen pel nou delicte de robatori, contràriament a l'apartat 1 de la Llei de robatoris de 1968.

## Codi penal espanyol
Al Codi penal espanyol existeixen quatre tipus d'aquest delicte on es persegueixen condutes d'administració il·lícita de béns i efectes públics. La característica comuna dels articles (llevat de la malversació impròpia) és que els cabals públics els ha de tenir al seu càrrer un funcionari per raó de les seves funcions.
- la malversació de cabals públics (article 432 del Codi Penal) el qual consisteix en la sostracció de diners o efectes públics els quals es tenen a càrrec o bé consentir que altra persona ho faci.[15]
- el destí de cabals públics a usos aliens (article 433 del Codi Penal)
- la malversació per aplicació privada de béns públics (article 434 del Codi Penal)

Finalment hi ha el supòsit de la malversació impròpia (article 435 del Codi Penal) la qual fa referència als delictes contra l'administració pública comesos per particulars que no són funcionaris o autoritat. En aquest cas, la Llei estableix quatre supòsits de subjectes on s'aplicaria la malversació. En primer lloc, qualsevol subjecte que s'encarregui de fons, rendes o efectes de l'administració pública. Això aplica, per exemple, en els titulars de les Administracions de Loteria. A la vegada s'esté a totes les empreses i societats mercantils malgrat no tenir caràcter d'administració pública. En segon lloc, els particulars els quals són designats per llei dipositaris de cabals o efectes públics. En tercer lloc, els administradors o dipositaris de diners o béns embargats, segrestats o dipositats per una autoritat pública. Finalment, els administradors concursals amb relació a la massa concursal o als interessos econòmics dels creditors.
D'ençà la Llei Orgànica 1/2019, el Codi Penal preveu en l'article 435.5 que les persones jurídiques hauran de respondre pels delictes de malversació produïts en el seu si establint una connexió directa amb les penes de la persona física que ho hagi comès.
Les conductes típiques de malversació suposen un doble atac al bon funcionament de l'administració pública. Per una banda, afecta a la objectivitat dels interessos generals. D'altra banda, suposa un dany al patrimoni amb el qual treballa l'administració pública.
Respecte al tipus subjectiu, la jurisprudència exigeix un ànim de lucre, ja sia propi o de tercers el qual és exigit en bona part d'infraccions en l'àmbit patrimonial.